# Meilleurs passeurs du championnat d'Allemagne de football
Cet article liste les meilleurs passeurs du championnat d'Allemagne de football depuis la saison 2010-2011. 

## Palmarès

### Palmarès par édition
Ce tableau retrace les meilleurs passeurs du Championnat d'Allemagne de football par saison depuis 2010-2011.
| Saison    | Joueur                    | Club                                   | Passes décisives |
| --------- | ------------------------- | -------------------------------------- | ---------------- |
| 2010-2011 | Christian Tiffert         | FC Kaiserslautern                      | 17               |
| 2011-2012 | Franck Ribéry Juan Arango | Bayern Munich Borussia Mönchengladbach | 12               |
| 2012-2013 | Franck Ribéry             | Bayern Munich                          | 14               |
| 2013-2014 | Marco Reus                | Borussia Dortmund                      | 14               |
| 2014-2015 | Kevin De Bruyne           | VfL Wolfsburg                          | 20               |
| 2015-2016 | Henrikh Mkhitaryan        | Borussia Dortmund                      | 15               |
| 2016-2017 | Emil Forsberg             | RB Leipzig                             | 19               |
| 2017-2018 | Thomas Müller             | Bayern Munich                          | 14               |
| 2018-2019 | Jadon Sancho              | Borussia Dortmund                      | 14               |
| 2019-2020 | Thomas Müller             | Bayern Munich                          | 21               |
| 2020-2021 | Thomas Müller             | Bayern Munich                          | 18               |
| 2021-2022 | Thomas Müller             | Bayern Munich                          | 18               |
| 2022-2023 | Raphaël Guerreiro         | Borussia Dortmund                      | 12               |
| 2023-2024 | Álex Grimaldo             | Bayer 04 Leverkusen                    | 13               |
| 2024-2025 | Michael Olise             | Bayern Munich                          | 15               |

### Palmarès par joueur
L'Allemand Thomas Müller compte quatre titres de meilleur passeur du championnat d'Allemagne.
Il a d'ailleurs remporté trois titres successivement.
| Rang | Joueur        | Titres | Club(s)       |
| ---- | ------------- | ------ | ------------- |
| 1    | Thomas Müller | 4      | Bayern Munich |
| 2    | Franck Ribéry | 2      | Bayern Munich |

* titre partagé par deux joueurs ou plus.

### Palmarès par club
Le Bayern Munich a eu sept fois dans son équipe le meilleur passeur du championnat d'Allemagne dont trois fois successivement (de 2020 à 2022).
| Rang | Club              | Titres | Joueurs                                                         |
| ---- | ----------------- | ------ | --------------------------------------------------------------- |
| 1    | Bayern Munich     | 7      | Franck Ribéry* (×2), Thomas Müller (x4), Michael Olise          |
| 2    | Borussia Dortmund | 4      | Marco Reus, Henrikh Mkhitaryan, Jadon Sancho, Raphaël Guerreiro |

* titre partagé par deux joueurs ou plus.

### Palmarès par pays
L'Allemagne a eu six fois l'un de ses représentants titré meilleur passeur du championnat d'Allemagne.
| Rang | Pays      | Titres | Joueurs                                           |
| ---- | --------- | ------ | ------------------------------------------------- |
| 1    | Allemagne | 6      | Christian Tiffert, Marco Reus, Thomas Müller (x4) |
| 2    | France    | 3      | Franck Ribéry (×2), Michael Olise                 |

* titre partagé par deux joueurs ou plus.